# Tommy
Tommy d.o.o. maloprodajni je tržišni lider u Dalmaciji prema podatcima hrvatske Agencije za zaštitu tržišnog natjecanja, šesti trgovački lanac s kontinuiranim rastom tržišnog udjela i devetnaesta tvrtka po ukupnom prihodu u Hrvatskoj. S 227 prodajnih mjesta u devet hrvatskih županija i gradu Zagrebu, zapošljava preko 4100 djelatnika. Višestruki je dobitnik nagrade Zlatna kuna Hrvatske gospodarske komore –  Županijske komore Split, nositelj međunarodnog certifikata Customers' Friend – Vrhunska izvrsnost i dobitnik Best Buy Award u kategoriji ribarnice za 2020./2021. godinu. Kroz povezana društva u Tommy grupi investira u prehrambeno-prerađivačku proizvodnju.

## Povijest
- 1992. – Utemeljeno trgovačko društvo Tommy d.o.o. u Splitu.
- 2006. – Prodajna mreža širi se izvan regionalnih okvira otvaranjem supermarketa u Novom Vinodolskom.
- 2021. – Ostvareno 3 milijarde i 599 milijuna kuna prihoda uz konstantan rast u odnosu na prethodne godine.

Tommyjeve prodavaonice dijele se na maximarkete, hipermarkete, supermarkete i markete, ukupne su površine korisnog poslovnog prostora veće od 125.000 m2.